# Раду Корне
Раду Корне (рум. Radu Korne; 23 грудня 1895, Бухарест — 28 квітня 1949) — румунський військовий діяч, бригадний генерал (7 січня 1943). Кавалер Лицарського хреста Залізного хреста.

## Біографія
Учасник Першої світової війни. Закінчив Військову академію (1923) і кавалерійську школу у Франції (1926). З 22 червня 1941 по 4 листопада 1942 року — командир 6-го кавалерійського полку рошиорів, одночасно на радянсько-німецькому фронті під його командуванням 17 липня 1941 року була сформована мобільна кавалерійська група «Корне» (2 моторизованих кавалерійських полка). Зіграв важлиу роль у боях під Керчю, де в полон було взято понад 160 000 осіб. У вересня-жовтні 1942 року командував 3-ю, а з 5 листопада 1942 по 4 квітня 1944 року — 8-ю кавалерійською дивізією (в жовтні 1943 року була переформована в 8-му бронетанкову кавалерійську дивізію). Діяв на радянсько-німецькому фронті. Відзначився в операціях на Бузі та Дніпрі. Учасник боїв під час спроб деблокувати оточену під Сталінградом армію генерала Паулюса. З 6 січня 1944 року — командир 1-ї гвардійської, а з 4 квітня 1944 року — 1-ї бронетанкової дивізії. 14 вересня 1944 року переведений у резерв. 21 жовтня 1944 року заарештований прорадянськими частинами. Був підданий суду, але виправданий і в 1946 році звільнений. Повторно заарештований 24 березня 1946 року. Помер у в'язниці.

## Нагороди
- Орден Михая Хороброго
  - 3-го класу (2 листопада 1917)
  - 2-го класу (12 лютого 1942)[2]
- Офіцер ордена Зірки Румунії (8 червня 1940)
- Залізний хрест 2-го і 1-го класу
- Лицарський хрест Залізного хреста (18 грудня 1942)